# Grupo RBS
O Grupo RBS é um conglomerado de mídia brasileiro, fundado em 31 de agosto de 1957 por Maurício Sirotsky Sobrinho. Trabalha conteúdos jornalísticos, de entretenimento e de serviços por meio de emissoras de rádio e de televisão, jornais e portais de internet.
O grupo possui como suas subsidiárias 12 emissoras de TV aberta afiliadas à Rede Globo (RBS TV), 14 emissoras de rádio (Rádio Gaúcha, Rádio Atlântida, 102.3 FM, CBN Porto Alegre, 92 FM) e 3 jornais (Zero Hora, Diário Gaúcho, Pioneiro). A empresa também opera uma empresa digital, a e.Bricks Digital, formada por empresas da área de tecnologia por meio das quais o Grupo RBS atua nas áreas de mídia digital e tecnologia, mobile e e-commerce segmentado.
O Grupo RBS opera ainda a Engage Eventos, a RBS Publicações (editora), uma gráfica, a Vialog (empresa de logística), a Fundação Maurício Sirotsky Sobrinho (fundação empresarial) e a Appus (tecnologia de big data com foco em produtos de RH) e HypermindR (análise do comportamento do consumidor).

## História
Em 1950, Maurício Sirotsky Sobrinho mudou-se de Passo Fundo em definitivo para Porto Alegre, atuando como locutor na Rádio Farroupilha e, no ano seguinte, na Rádio Difusora. Tornou-se gerente de publicidade das Emissoras Reunidas em 1952 e, em 1953, fundou a Rádio Publicidade Ltda., escritório de representação de emissoras e jornais do interior do Rio Grande do Sul em Porto Alegre. Em 1956, estreia na Rádio Farroupilha o Programa Maurício Sobrinho, atração de auditório apresentada no Cinema Castelo, em cujo palco apresentavam-se nomes nacionais e locais da música brasileira. Apresentando-se toda semana no programa, uma iniciante Elis Regina assinou com Maurício Sirotsky Sobrinho seu primeiro contrato.
Em 1957, ao assumir como sócio da Rádio Gaúcha, Maurício Sirotsky Sobrinho dá início à formação do Grupo RBS (sigla para Rede Brasil Sul). Cinco anos depois, a TV Gaúcha é inaugurada em Porto Alegre e mais tarde, em 1967, torna-se a primeira afiliada da Rede Globo. Em 1969, a primeira rede regional do país é fundada (TV Caxias, em Caxias do Sul, TV Imembuí, em Santa Maria entre outras) e, no ano seguinte, o Grupo RBS adquire seu primeiro jornal, Zero Hora. Em 1973, tem início a formação da rede de rádios FM do Grupo RBS – a Rádio Atlântida FM é inaugurada em Porto Alegre três anos depois.
A expansão para Santa Catarina tem início em 1979, com a inauguração da primeira emissora da RBS TV em Florianópolis e a segunda em Joinville no mesmo ano. No ano seguinte, a Rádio Farroupilha é incorporada ao Grupo, a TV Coligadas de Blumenau é adquirida e, em 1981, a Atlântida FM inaugura filiais em Florianópolis e Blumenau. As rádios Diário da Manhã FM e AM, da capital catarinense, é incorporada ao grupo na mesma década. Em 1983, é inaugurada a Itapema FM em Florianópolis e é adquirida a TV Cultura de Chapecó. As emissoras de televisão dos dois estados passaram a ser todas RBS TV no mesmo ano. 

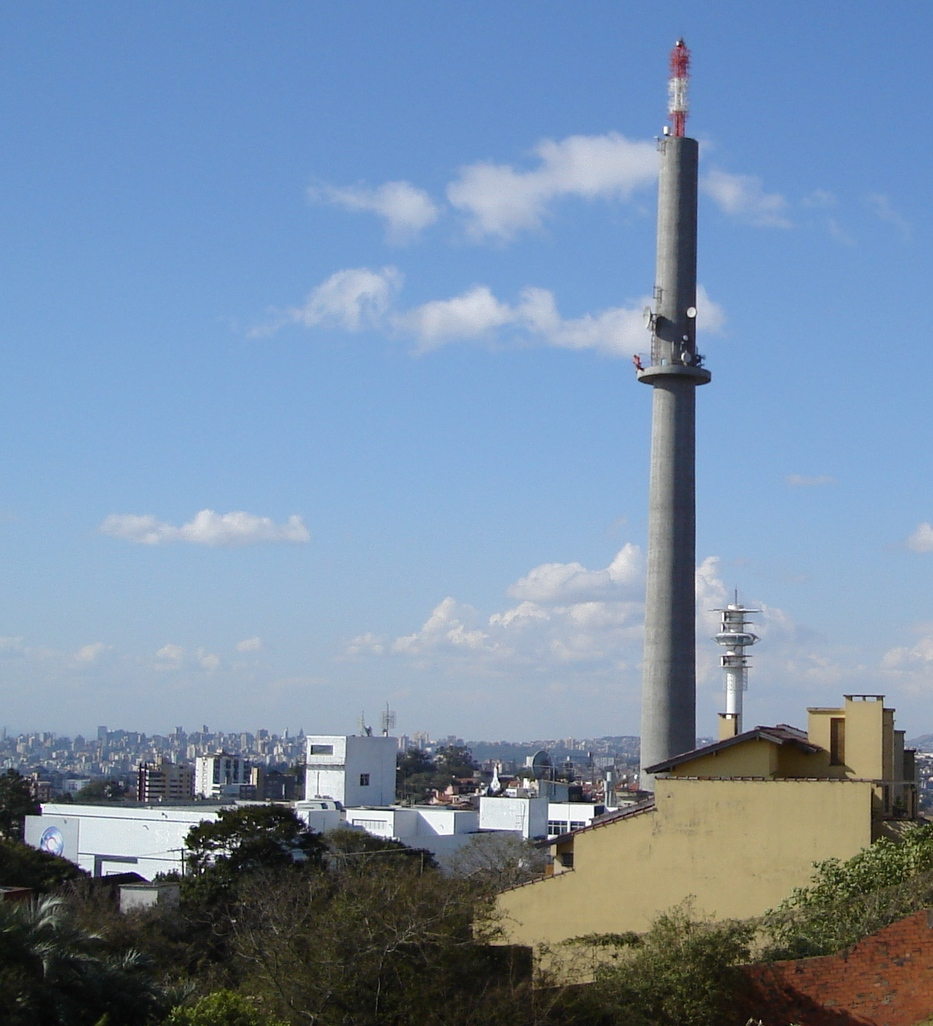
Sede da RBS TV de Porto Alegre.

A Fundação RBS surge em 1982, inaugurando os investimentos sociais do grupo. Atualmente, a Fundação é nomeada em homenagem a Maurício Sirotsky Sobrinho.
O primeiro jornal da RBS em Santa Catarina é o Diário Catarinense, lançado em Florianópolis em 1986 também inaugurando o parque gráfico Maurício Sirotsky Sobrinho, mesmo ano em que a AM 1120 é incorporada ao grupo. O fundador do Grupo RBS morre nesse mesmo ano de 1986, e seu irmão Jayme Sirotsky torna-se presidente da empresa e Nelson Sirotsky assumiu como vice-presidente executivo, cargo que ocupou até 1991. Em 15 de maio daquele ano, tomou posse à frente do Grupo RBS quando seu tio Jayme Sirotsky passou a presidir o Conselho de Administração da empresa.
Nos anos seguintes, vários veículos de comunicação são incorporados: em 1990, a Cidade FM; em 1992, mesmo ano do lançamento da NET Sul, o Jornal de Santa Catarina é comprado; em 1994, é adquirido o jornal Pioneiro
Primeira emissora de televisão comunitária do Brasil, a TVCOM é lançada em 1995 e o site de Zero Hora entra no ar reproduzindo o conteúdo do jornal impresso e a TV Eldorado de Criciúma é adquirida pelo grupo nesse mesmo ano. No ano seguinte, entra no ar o Canal Rural, com conteúdo direcionado ao setor agropecuário e a Rádio Diário da Manhã AM de Florianópolis torna-se a CBN Diário. A associação do Grupo RBS à Nutecnet, para o desenvolvimento do ZAZ, acontece no mesmo ano. O portal, atual Terra, foi o primeiro da internet no Brasil. Na mesma década, a Rádio Porto Belo torna-se a CBN Porto Alegre e entrava no ar a Rádio Rural.

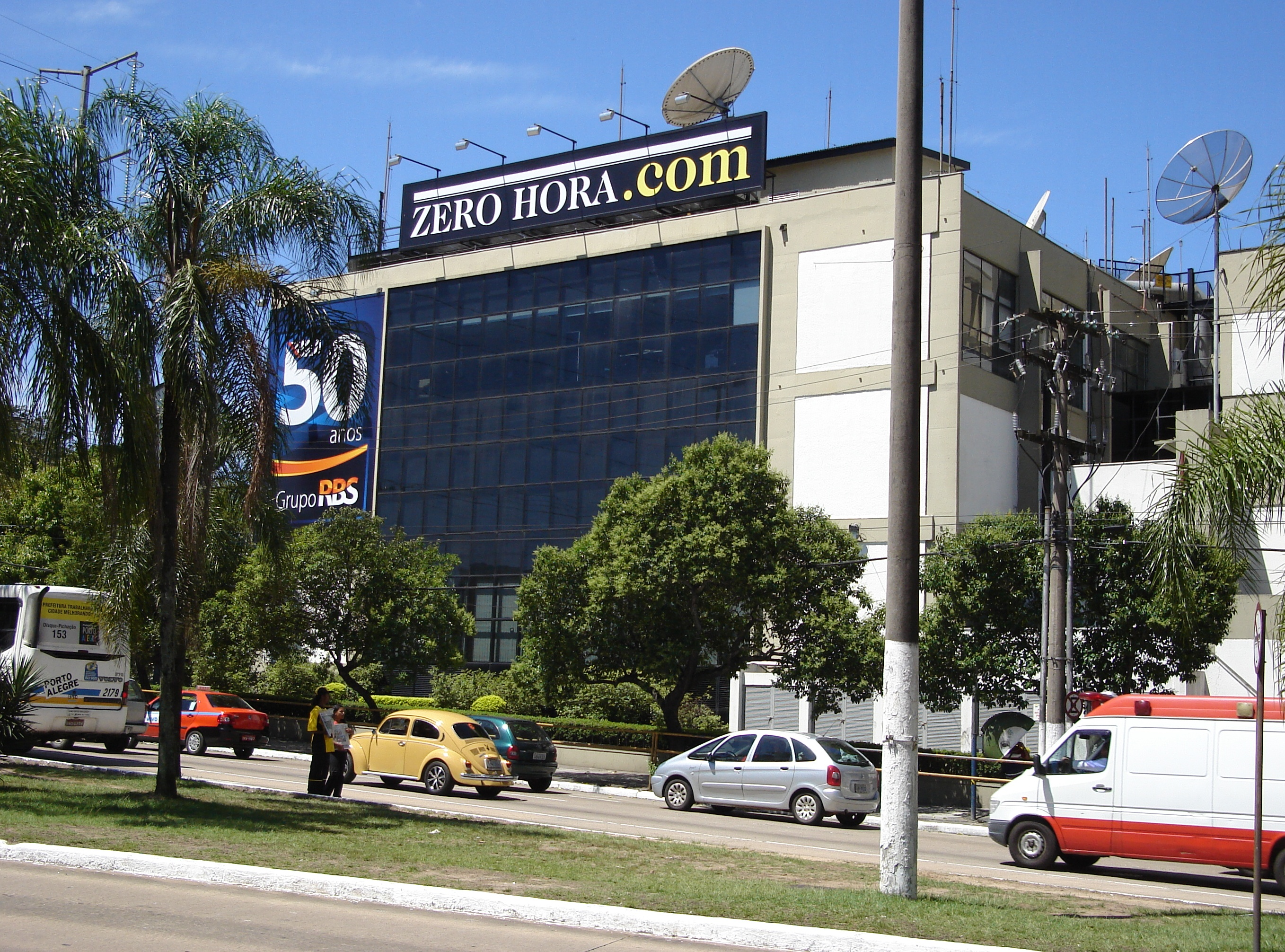
Sede da Zero Hora, em Porto Alegre.

Em 2000, o Grupo RBS lança o jornal popular em formato tabloide Diário Gaúcho, a TVCOM é inaugurada em Florianópolis e Joinville, a NET Sul associa-se com a Globocabo e nasce a RBS Publicações e entra no ar o portal ClicRBS. Em 2001, é criada a viaLOG, empresa de logística que atua na região sul do Brasil, e é lançada a gravadora Orbeat Music, voltada para a cena musical da região sul e a Atlântida FM, chega a Joinville. No ano seguinte, surge o Diário de Santa Maria e, em 2003, a Itapema FM é relançada em Porto Alegre com transmissão em rede e é lançada em Joinville. Em junho de 2005, é adquirida a TV Catarinense de Joaçaba, a caçula do grupo na época.
Em meados de 2006, são lançados o portal Hagah e o jornal popular Hora de Santa Catarina, que circula na região metropolitana de Florianópolis. No mesmo ano, é adquirido o jornal A Notícia, de Joinville. Em 2007, pela ocasião de seus 50 anos, completados em 31 de agosto, o Grupo RBS lança uma nova logotipo. Também é realizada naquele ano uma exposição retrospectiva do Grupo, chamada No Ar – 50 Anos de Vida, na Usina do Gasômetro, em Porto Alegre. Ainda no mesmo ano, é lançado a Zerohora .com, portal de notícias do jornal Zero Hora com atualização das notícias em tempo real, blogs e a edição do dia do jornal impresso.

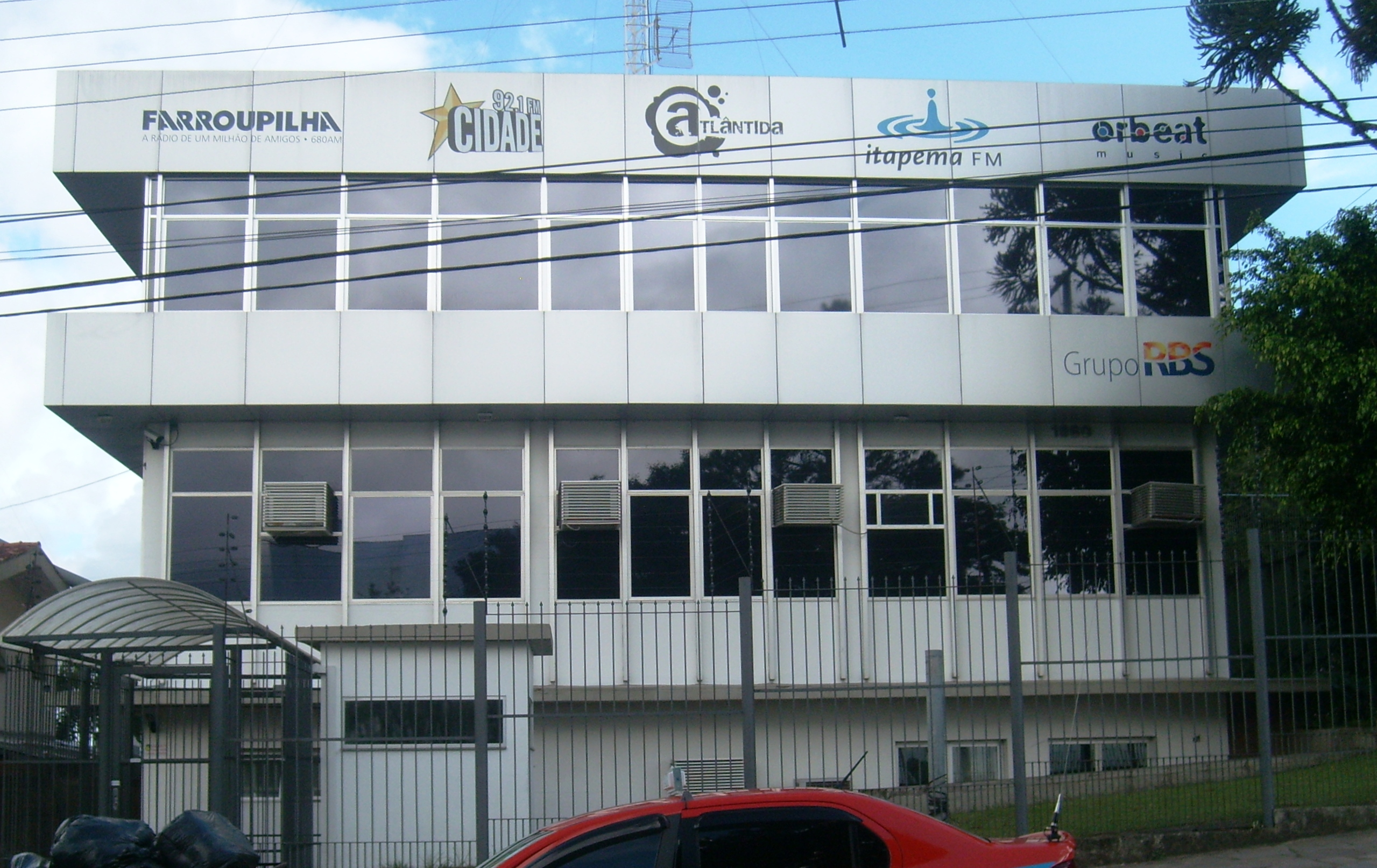
Sede da RBS Rádio, em Porto Alegre atualmente em processo de desativação.

Em 2008, a RBS TV lança seu sinal digital em Porto Alegre e inspirada na logomarca da Globo lançada na época, lançou seu novo logotipo nas 18 emissoras dos dois estados. No mesmo ano, a empresa adquire os portais de entretenimento Guia da Semana e ObaOba, além da empresa voltada a aplicativos para celulares Pontomobi. Em 2009, o Grupo RBS inaugura em Porto Alegre o Parque Gráfico Jayme Sirotsky. No mesmo ano, a RBS TV lança o seu sinal digital em Florianópolis e o Grupo completou 30 anos de atividades em Santa Catarina. Em 2011, a RBS associa-se com a BR Investimentos e cria a HSM Educação, voltada à educação executiva e inaugura em Florianópolis a nova sede dos jornais Diário Catarinense e Hora de Santa Catarina com o que há de mais moderno na produção de conteúdos impresso e digital. 
Em 2012, no Estado de Santa Catarina, o Grupo RBS lança oficialmente O Sol Diário, suplemento encartado nos jornais Diário Catarinense, A Notícia e Jornal de Santa Catarina, tendo como base as notícias da Microrregião de Itajaí, área que compreende as cidades de Itajaí e Balneário Camboriú. No Rio Grande do Sul, são criadas filiais locais da Rádio Gaúcha em Santa Maria e em Caxias do Sul, substituindo a Itapema FM em ambos os lugares.
Em agosto de 2012, por meio de uma edição única do Jornal do Almoço para os Estados de Rio Grande do Sul e Santa Catarina, foi lançada a campanha "A Educação Precisa de Respostas!", com o objetivo de encontrar soluções para o avanço do ensino brasileiro, questão deixada de lado por muitos políticos e bastante ofuscada recentemente pelos eventos esportivos que o Brasil está prestes a receber (Copa de 2014 e Olimpíadas de 2016).
Em outubro de 2012, o Grupo RBS lançou a e.Bricks Digital, uma companhia de desenvolvimento de negócios digitais.. Em 2014, o Grupo RBS foi reconhecido entre as três empresas de mídia e internet no país que mais geraram valor para seus públicos, junto com Globo e Google Em pesquisa organizada pela revista Info Exame, a companhia apareceu entre as 10 empresas mais inovadoras do Brasil. A RBS ainda ficou no topo do Ranking dos Mais Premiados Grupos de Comunicação brasileiros.
Em 2014, a Zero Hora completou 50 anos e passou por uma profunda reformulação editorial, gráfica e de marca que passa a ser móvel seguindo uma tendência internacional. As mudanças deram início a um ciclo de reposicionamento e transformação no papel, no online, em tablets e nos celulares. Novos colunistas, cadernos reformulados, mudança de paleta de cores, tipografia, maior espaço para arte, ilustração e infografia, além de foco em vídeos complementam as mudanças do jornal.
Em 2015, foi lançado o projeto OCTO, em substituição à TVCOM no Rio Grande do Sul, que consiste em uma nova forma de se fazer televisão, baseada no estudo The Communication (R)Evolution, encomendado pela empresa. O projeto busca valorizar a interação com as redes sociais e a televisão em tempo real. No mesmo ano, a Cidade FM é extinta e a Farroupilha passou então a transmitir sua programação em AM e FM. Ainda em 2015, o Diário Catarinense deixa de publicar a edição dominical passando a publicar uma edição conjunta aos sábados com novos cadernos, os encartes tradicionais e os classificados. No começo do ano seguinte, o jornal é reformulado seguindo o mesmo estilo do jornal Zero Hora.
No início de 2016, uma série de rumores causados pela crise financeira do grupo davam conta de que todos os seus veículos de comunicação no estado de Santa Catarina estariam sendo vendidos. Inicialmente, o Grupo RBS negou as informações, porém, no dia 7 de março, o grupo confirmou a venda de seus veículos catarinenses para os empresários Lírio Parisotto (empresário da Videolar-Innova, que posteriormente abandonou a transação por problemas pessoais) e Carlos Sanchez (dono do Grupo NC). Com isso, a área de atuação do Grupo RBS passou a abranger apenas o estado do Rio Grande do Sul, após atuar por 37 anos em Santa Catarina. Os novos donos afirmaram que não iriam mudar a linha editorial dos veículos que adquiriram. No mesmo ano, o jornal Zero Hora unifica as edições de sábado e domingo lançando uma edição conjunta publicada aos sábados com novos cadernos, os encartes tradicionais e os classificados. A edição dominical passou a ser publicada apenas aos assinantes nos dispositivos digitais. Ainda em 2016, o jornal Diário de Santa Maria é vendido para um grupo de empresários da cidade.

## Bandeiras institucionais
As bandeiras institucionais são uma tradição do Grupo RBS e uma de suas mais importantes iniciativas de investimento social. Sem fins lucrativos ou objetivos comerciais de qualquer natureza, são grandes campanhas de mobilização social com ações editoriais (com reportagens nos veículos do Grupo), publicitárias (com campanha em todas as mídias) e institucionais (com ações de mobilização junto ao poder público e às comunidades), que englobam toda a plataforma multimídia da empresa, assim como seus colaboradores.
Nos últimos anos, a RBS levantou bandeiras sobre segurança no trânsito, proteção às crianças, prevenção ao uso do crack. Entre os resultados dessas mobilizações estão a instituição de Jornadas de Debates sobre Infância e Juventude, que está completando 10 anos, a parceria com o Conselho Nacional de Justiça para veiculação em todo o país da campanha Crack, Nem Pensar (em 2011) e a criação do Instituto Crack, Nem Pensar, com sede em Porto Alegre.

### A Educação Precisa de Respostas
Lançada em agosto de 2012, a bandeira institucional “A Educação Precisa de Respostas” é uma grande campanha de mobilização da sociedade, liderada pelo Grupo RBS, para estimular o debate e a busca de soluções que elevem a qualidade da Educação Básica no país e, em especial, no Rio Grande do Sul e em Santa Catarina. Realizada em parceria com a Fundação Maurício Sirotsky Sobrinho e atuando em três frentes – editorial, publicitária e institucional –, marca a decisão da RBS de colocar a Educação no foco de seu investimento social, reforçando seu compromisso histórico com o desenvolvimento sustentado das comunidades em que está presente.
A bandeira de educação do Grupo RBS terá nova fase em 2013. O tema da educação continuará no foco da linha editorial dos veículos da RBS e novas ações institucionais promoverão mobilização e engajamento da comunidade em torno da causa ao longo do ano.

## Segmentos

### Televisão
- RBS TV
  - RBS TV Porto Alegre
  - RBS TV Bagé
  - RBS TV Caxias do Sul
  - RBS TV Cruz Alta
  - RBS TV Erechim
  - RBS TV Passo Fundo
  - RBS TV Pelotas
  - RBS TV Rio Grande
  - RBS TV Santa Cruz do Sul
  - RBS TV Santa Maria
  - RBS TV Santa Rosa
  - RBS TV Uruguaiana

### Rádio

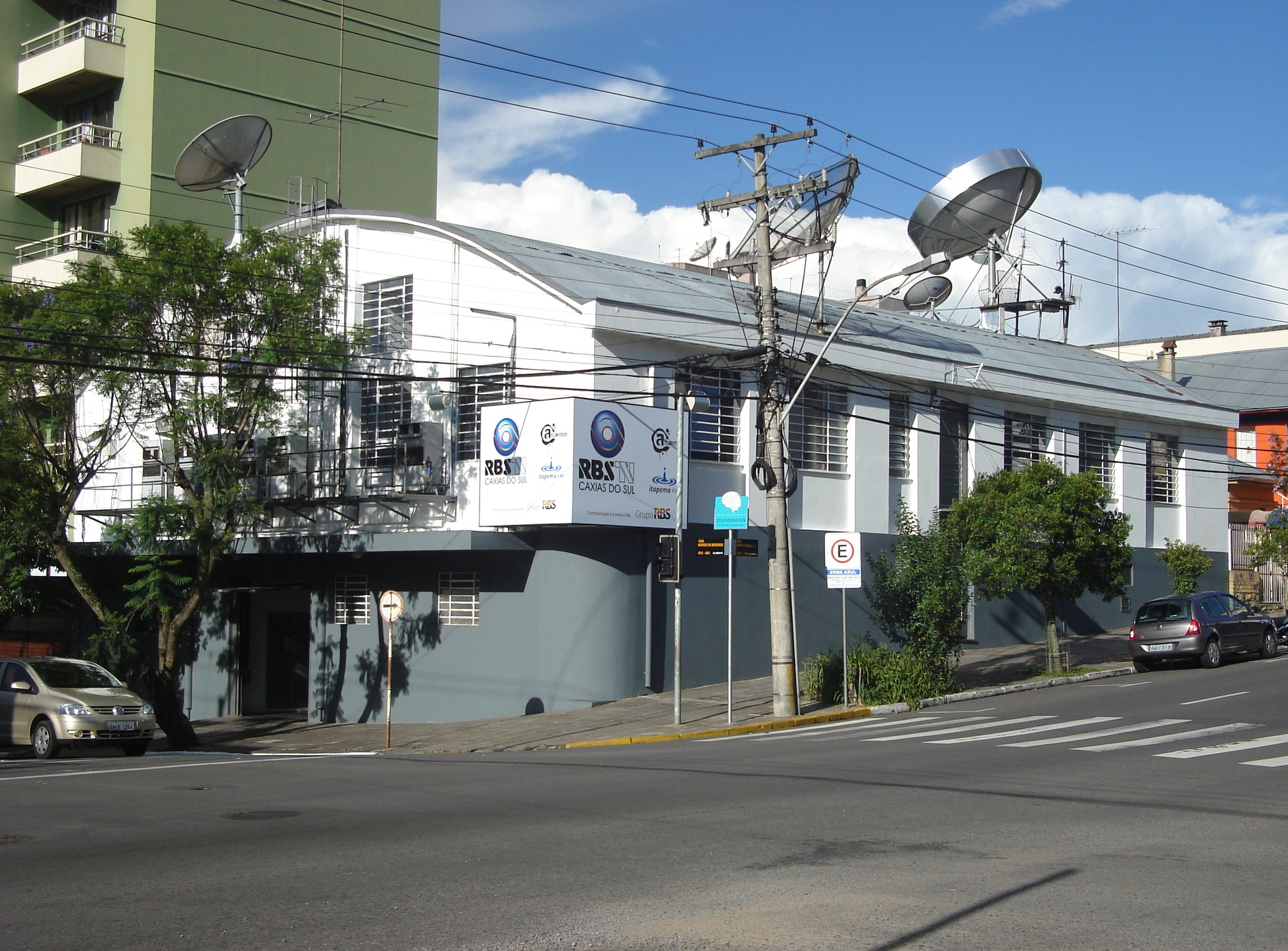
Sede da RBS TV Caxias do Sul em 2008

- Rádio Gaúcha
  - Rádio Gaúcha Santa Maria
  - Rádio Gaúcha Serra
  - Rádio Gaúcha Zona Sul
- Rede Atlântida
  - Atlântida FM Porto Alegre
  - Atlântida FM Beira Mar
  - Atlântida FM Caxias do Sul
  - Atlântida FM Passo Fundo
  - Atlântida FM Santa Cruz
  - Atlântida FM Santa Maria
  - Atlântida FM Zona Sul
- CBN Porto Alegre
- 92 FM
- 102.3 FM

### Mídia impressa
- Diário Gaúcho
- Pioneiro
- Zero Hora
- Revista Atlântida[25]

### Internet
- clicRBS
- G1 RS
- ge RS
- GZH

### Outros segmentos
- Fundação Maurício Sirotsky Sobrinho

### Antigas empresas
Televisão
- Canal Rural[nota 1]
- RBS TV Florianópolis[nota 2]
- RBS TV Blumenau[nota 2]
- RBS TV Criciúma[nota 2]
- RBS TV Chapecó[nota 2]
- RBS TV Centro-Oeste[nota 2]
- RBS TV Joinville[nota 2]
- TVCOM RS
- TVCOM SC[nota 2]
- TVCOM Joinville
- OCTO

Rádio
- Atlântida FM Brasília[nota 3]
- Atlântida FM Blumenau[nota 2]
- Atlântida FM Chapecó[nota 2]
- Atlântida FM Criciúma[nota 2]
- Atlântida FM Florianópolis[nota 2]
- Atlântida FM Joinville[nota 2]
- CBN Diário[nota 2]
- Cidade FM
- Itapema FM[nota 2]
- Itapema FM Joinville[nota 2]
- Rádio Farroupilha
- Rádio Rural

Mídia impressa
- Diário Catarinense[nota 2]
- Jornal de Santa Catarina[nota 2]
- Hora de Santa Catarina[nota 2]
- A Notícia[nota 2]
- O Sol Diário[nota 2]
- Diário de Santa Maria

Internet
- Agrol[nota 1]
- ZAZ
- G1 SC[nota 2]
- Globoesporte.com SC[nota 2]

## Prêmios
Em dezembro de 2019, seis das 10 reportagens premiadas no 21º Prêmio MP de Jornalismo, do Ministério Público (MP) do Rio Grande do Sul  foram produzidas por jornalistas do Grupo RBS.

## Críticas e controvérsias

### Compra de comunidade no Orkut
Em 2007, o Grupo RBS causou polêmica na internet ao comprar uma comunidade no Orkut para divulgar o evento Floripa Tem!, que veio a acontecer em fevereiro do mesmo ano. A comunidade Eu Amo Floripa, rebatizada para o nome da festividade, foi adquirida do publicitário Bruno Unger por cerca de R$ 4 mil. A ação teria sido a primeira forma de lucrar com o Orkut que se tem registro no Brasil, já que a rede não era explorada economicamente pelo Google.

### Investigações criminais
Em 2006, o Ministério Público Federal em Santa Catarina ajuizou uma ação civil pública (Proc. n.º 2008.72.00.014043-5 / SC) contra o oligopólio da empresa na região Sul do Brasil. O Ministério Público Federal requeria, entre outras medidas, a implantação de programação local, a redução do número de estações de rádio e TV do Grupo RBS nos estados do Rio Grande do Sul e Santa Catarina e a anulação da compra do jornal A Notícia de Joinville, consumada em 2006, que resultou, praticamente, em um monopólio do grupo sobre os jornais em Santa Catarina.  O pedido foi julgado improcedente em 2011.
Em 2009, a Procuradoria da República no município de Canoas, RS, realizou uma audiência pública para discutir a suposta prática de monopólio pelo Grupo RBS, bem como irregularidades nas concessões de estações de rádio e TV. A empresa afirmou possuir apenas duas emissoras de TV, mas em seu sítio na internet é possível encontrar referências a 12 emissoras.

### Operação Zelotes
Em 19 de fevereiro de 2011, a Justiça Federal do Rio Grande do Sul acatou uma denúncia do Ministério Público contra Nelson Sirotsky (presidente à época) e demais diretores e conselheiros do Grupo RBS. Os dados do processo foram considerados sigilosos pela Justiça e não foram disponibilizados publicamente, mas com base o artigo no qual foi enquadrado — Art. 21 da Lei 7.492, que define os crimes contra o sistema financeiro nacional —, sabe-se que a denúncia é aplicada a quem "atribuir-se, ou atribuir a terceiro, falsa identidade, para realização de operação de câmbio", ou para quem "sonega, para o mesmo fim, informação que devia prestar ou presta informação falsa."
Mesmo sob sigilo, o processo 5027955-60.2010.404.7100 tinha seus trâmites disponíveis. Por algum motivo desconhecido, a tramitação sumiu do sítio do TRF4, logo após a divulgação do indiciamento de Nelson Sirotsky.
Em relação à denúncia por crime financeiro na Operação Zelotes da Polícia Federal, o grupo de comunicação RBS é suspeito de pagar R$ 15 milhões para obter redução de débito fiscal de cerca de R$ 150 milhões. No total, as investigações se concentram sobre débitos da RBS que somam R$ 672 milhões, segundo investigadores. 
O Grupo RBS disse por meio de nota que "desconhece a investigação e nega qualquer irregularidade em suas relações com a Receita Federal". Entretanto, 4 dias depois, Eduardo Sirotsky Melzer (atual presidente) afirma que não sabia de nada, explicando que "a Receita Federal deve estar falando de uma operação que fizemos com a Telefonica".
O Grupo RBS não foi procurado para fornecer qualquer informação sobre a investigação e seguirá tendo cobertura normal em seus veículos. A empresa também transmitiu a todos os seus colaboradores e ao público a sua total tranquilidade quanto à lisura e à transparência dos procedimentos junto ao Conselho Administrativo de Recursos Fiscais (CARF), bem como em todos os seus atos externos e internos em todas as áreas.
Em 3 de setembro de 2015 foi publicada uma nova fase da operação, na qual investigadores cumprem mandados de busca e apreensão no Distrito Federal, São Paulo e Rio Grande do Sul. O delegado da Polícia Federal Marlon Cajado explicou que a análise pericial do material apreendido na primeira etapa da operação apontou discrepâncias entre os valores efetivamente movimentados pelos suspeitos e os declarados ao fisco. No entanto, apenas com o “acesso a documentos de escrituração contábil como balancetes, diários, recibos e notas fiscais seria possível a realização de um exame mais fidedigno das informações”, resumiu no documento. Os escritórios, alvos da operação de hoje, prestam serviços às empresas investigadas, que também já tiveram materiais apreendidos pela PF.

### Demissão de jornalistas
Em abril de 2020, o Grupo RBS demitiu 31 jornalistas, devido a crise gerada com a Pandemia de COVID-19. Escrevendo para a coluna de Análise & Opinião, do Jornal Já, Elmar Bones criticou o modo que o Grupo RBS demitiu os jornalistas: 
É inexplicável o comportamento dos grandes grupos de comunicação quando se trata de dar informações sobre suas atividades ou decisões.

Um de seus bordões é a cobrança de transparência de governantes, funcionários públicos, empresários, entidades representativas e tudo mais.
É uma prerrogativa que a sociedade lhes confere e da qual eles não abrem mão.  Entende-se, aceita-se, e é até elogiável que assim seja.
O que não dá pra aceitar ou compreender é a atitude que adotam na hora em que são cobrados. A omissão sistemática nas ocasiões em que, em nome do interesse público, se busca informações junto a eles.
(...)
Nem ao sindicato que representa seus empregados é dada uma explicação. Apenas uma nota genérica e que pouco esclarece.

Com que autoridade, os profissionais que trabalham para seus veículos poderão cobrar informações ou transparência junto ao setor público ou ao meio empresarial ou seja lá o que for?